# Prvenstvo Osječkog nogometnog podsaveza – I. župa 1924./25.
I. župa prvenstva Osječkog nogometnog podsaveza u sezoni 1924./25., igrana za klubove s područja Osijeka.  
 
Sudjelovalo je sedam klubova, a prvak je bila "Slavija" iz Osijeka. 

## Sustav natjecanja
Sedam klubova je igralo dvokružnu ligu (14 kola, 12 utakmica po momčadi). Pobjednik lige (I. župe) je potom s prvakom Provincije Osječkog nogometnog podsaveza igrao za prvaka Podsaveza, koji se potom stekao plasman u državno prvenstvo.  

## Ljestvica
| mj. | klub                 | ut. | pob. | ner. | por. | gol+ | gol- | bod |                     |
| --- | -------------------- | --- | ---- | ---- | ---- | ---- | ---- | --- | ------------------- |
| 1.  | Slavija Osijek       | 12  | 10   | 2    | 0    | 58   | 4    | 22  | za prvaka Podsaveza |
| 2.  | Hajduk Osijek        | 12  | 9    | 2    | 1    | 48   | 9    | 20  |                     |
| 3.  | Sloga Osijek         | 12  | 5    | 4    | 3    | 25   | 14   | 14  |                     |
| 4.  | Građanski Osijek     | 12  | 5    | 1    | 6    | 22   | 20   | 11  |                     |
| 5.  | Amater Osijek        | 12  | 3    | 1    | 8    | 10   | 43   | 7   |                     |
| 6.  | Makabi Osijek        | 12  | 3    | 1    | 8    | 9    | 46   | 7   |                     |
| 7.  | Osiječki ŠK (Osijek) | 12  | 1    | 1    | 10   | 5    | 41   | 3   |                     |

- po završetku prvanstva (u lipnju 1925.) "Amater" se spojio sa "Slavijom"
- "Osiječki ŠK" – također naveden kao "OŠK"

## Rezultatska križaljka
| kratica | klub                 | AMA | GRA | HAJ | MAK | OŠK | SLA | SLO |
| --- | -------------------- | --- | --- | --- | --- | --- | --- | --- |
| AMA | Amater Osijek        |     |     |     |     |     |     |     |
| GRA | Građanski Osijek     |     |     |     |     |     |     |     |
| HAJ | Hajduk Osijek        |     |     |     |     |     |     |     |
| MAK | Makabi Osijek        |     |     |     |     |     |     |     |
| OŠK | Osiječki ŠK (Osijek) |     |     |     |     |     |     |     |
| SLA | Slavija Osijek       |     |     |     |     |     |     |     |
| SLO | Sloga Osijek         |     |     |     |     |     |     |     |
| |                      |     |     |     |     |     |     |     |
| podebljan rezultat - utakmice od 1. do 7. kola (1. utakmica između klubova) rezultat normalne debljine - utakmice od 8. do 14. kola (2. utakmica između klubova) rezultat nakošen - nije vidljiv redoslijed odigravanja međusobnih utakmica iz dostupnih izvora rezultat smanjen * - iz dostupnih izvora nije uočljiv domaćin susreta prekrižen rezultat - poništena ili brisana utakmica p - utakmica prekinuta 3:0 p.f. / 0:3 p.f. - rezultat 3:0 bez borbe n.i. - nije igrano |                      |     |     |     |     |     |     |     |

 Izvori:

## Za prvaka podsaveza
| datum            | par                                  | rezultat | napomene |
| ---------------- | ------------------------------------ | -------- | -------- |
| 14. lipnja 1926. | Slavija Osijek - V.G.Š.K. Virovitica | 6:1      |          |

- "Slavija" prvak Osječkog nogometnog podsaveza, te je ostvarila plasman u Državno prvenstvo za 1925.